# 紫溪脂鯉
紫溪脂鯉，為輻鰭魚綱脂鯉目脂鯉亞目唇齒脂鯉科的其一種，分布於南美洲亞馬遜河流域，體長可達5.3公分，棲息在底中層水域，生活習性不明。